# Olympische Sommerspiele 2004/Teilnehmer (Chinese Taipei)
| Gelbes Symbol für Goldmedaillen mit stilisierten Olympischen Ringen | Graues Symbol für Silbermedaillen mit stilisierten Olympischen Ringen | Braundes Symbol für Bronzemedaillen mit stilisierten Olympischen Ringen |
| ------------------------------------------------------------------- | --------------------------------------------------------------------- | ----------------------------------------------------------------------- |
| 2                                                                   | 2                                                                     | 1                                                                       |

Das Chinesische Taipeh nahm an den Olympischen Sommerspielen 2004 in Athen mit einer Delegation von 88 Athleten teil, darunter 49 Männer und 39 Frauen.

## Medaillen
Mit zwei gewonnenen Gold-, zwei Silber- und einer Bronzemedaille belegte das Team Platz 31 im Medaillenspiegel.

## Teilnehmer nach Sportarten

### Badminton
- Cheng Shao-chieh
Frauen, Einzel: 5. Platz

- Cheng Wen-hsing
Frauen, Doppel: 9. Platz
Mixed, Doppel: 9. Platz

- Chien Yu-chin
Frauen, Doppel: 9. Platz

- Chien Yu-hsiu
Männer, Einzel: 17. Platz

- Tsai Chia-hsin
Mixed, Doppel: 9. Platz

### Baseball
- Männerturnier
5. Platz

- Kader
Chang Chih-Chia
Chang Tai-Shan
Chen Chih-Yuan
Chen Chin-Feng
Chen Wei-Yin
Chen Yung-Chi
Cheng Chang-Ming
Cheng Chao-Hang
Hsieh Chia-Shian
Huang Chung-yi
Kevin Huang
Kao Chih-Kang
Keng Po-Hsuan
Lin En-Yu
Lin Wei-Chu
Lin Ying-Chieh
Pan Wei-Lun
Peng Cheng-Min
Tsai Feng-An
Tsao Chin-Hui
Tu Chang-Wei
Wang Chien-Ming
Yang Chien-Fu
Yeh Chun-Chang

### Bogenschießen
- Chen Li-ju
Frauen, Einzel: 50. Platz
Frauen, Bronze

- Chen Szu-yuan
Männer, Einzel: 7. Platz
Männer, Mannschaft: Silber

- Liu Ming-huang
Männer, Einzel: 26. Platz
Männer, Mannschaft: Silber

- Wang Cheng-pang
Männer, Einzel: 17. Platz
Männer, Mannschaft: Silber

- Wu Hui-ju
Frauen, Einzel: 6. Platz
Frauen, Bronze

- Yuan Shu-chi
Frauen, Einzel: 4. Platz
Frauen, Bronze

### Gewichtheben
- Chen Han-Tung
Frauen, Fliegengewicht: 6. Platz

- Chen Wei-Ling
Frauen, Fliegengewicht: 11. Platz

- Huang Shih-Chun
Frauen, Schwergewicht: DNF

- Kuo Cheng-wei
Männer, Leichtgewicht: 10. Platz

- Wang Shin-yuan
Männer, Bantamgewicht: DNF

- Yang Chin-Yi
Männer, Bantamgewicht: DNF

- Yang Sheng-Hsiung
Männer, Federgewicht: 9. Platz

### Judo
- Lee Hsiao-Hung
Frauen, Schwergewicht: Viertelfinale

- Liu Shu-Yun
Frauen, Mittelgewicht: 1. Runde

### Leichtathletik
- Hsu Yu-Fang
Frauen, Marathon: 56. Platz

- Wu Wen-Chien
Männer, Marathon: 57. Platz

### Radsport
- Lin Chih-Hsun
Männer, 1000 Meter Zeitfahren: 16. Platz

### Rudern
- Chiang Chien-Ju
Frauen, Einer: 25. Platz

- Wang Ming-hui
Männer, Einer: 17. Platz

### Schießen
- Chang Yi-Ning
Männer, Luftpistole: 40. Platz
Männer, Freie Pistole: 30. Platz

- Lin Yi-Chun
Frauen, Doppeltrap: 7. Platz

### Schwimmen
- Chen Cho-Yi
Männer, 100 Meter Brust: 35. Platz

- Chen Te-Tung
Männer, 200 Meter Freistil: 47. Platz
Männer, 400 Meter Freistil: 40. Platz

- Cheng Wan-Jung
Frauen, 100 Meter Schmetterling: 34. Platz
Frauen, 200 Meter Schmetterling: 25. Platz

- Fu Hsiao-Han
Frauen, 100 Meter Rücken: 37. Platz

- Lin Man-hsu
Frauen, 200 Meter Rücken: 24. Platz
Frauen, 200 Meter Lagen: 20. Platz
Frauen, 400 Meter Lagen: 20. Platz

- Lin Yu-An
Männer, 400 Meter Lagen: 35. Platz

- Nieh Pin-Chieh
Frauen, 50 Meter Freistil: 41. Platz

- Sung Yi-Chieh
Frauen, 100 Meter Freistil: 44. Platz

- Wang Shao-An
Männer, 50 Meter Freistil: 48. Platz

- Wang Wei-wen
Männer, 200 Meter Brust: 42. Platz

- Wu Nien-Pin
Männer, 100 Meter Freistil: 54. Platz
Männer, 200 Meter Lagen: 44. Platz

- Yang Chin-kuei
Frauen, 200 Meter Freistil: 36. Platz

- Yeh Tzu-Cheng
Männer, 200 Meter Schmetterling: 36. Platz

### Softball
- Frauenturnier
6. Platz

- Kader
Chang Li-chiu
Chen Feng-yin
Chen Miao-yi
Huang Hui-wen
Lai Sheng-jung
Li Chiu-ching
Lin Po-jen
Lin Su-hua
Pan Tzu-hui
Tung Yun-chi
Wang Hsiao-ping
Wang Ya-fen
Wu Chia-yen
Yang Hui-chun
Yen Show-tzu

### Taekwondo
- Chen Shih-hsin
Frauen, Fliegengewicht: Gold

- Chi Shu-ju
Frauen, Federgewicht: 9. Platz

- Chu Mu-yen
Männer, Fliegengewicht: Gold

- Huang Chih-hsiung
Männer, Federgewicht: Silber

### Tennis
- Lu Yen-hsun
Männer, Einzel: 1. Runde

### Tischtennis
- Chiang Peng-Lung
Männer, Einzel: 9. Platz
Männer, Doppel: 9. Platz

- Chuang Chih-Yuan
Männer, Einzel: 5. Platz
Männer, Doppel: 9. Platz

- Huang I-Hua
Frauen, Einzel: 33. Platz
Frauen, Doppel: 9. Platz

- Lu Yun-Feng
Frauen, Doppel: 9. Platz